# Docendo discimus
Docendo discimus, (з лат., дослівно — Навчаючи навчаюсь) — латинська сентенція, сформульована Сенекою (молодшим) в його листах до свого друга Луцилія Молодшого — римського прокуратора Сицилії в часи правління Нерона. В сьомому листі «Моральних листів до Луцілія» (лат. - Epistulae morales ad Lucilium) Сенека, серед іншого, зазначає, що люди навчаючи когось, навчаються самі (лат. - Docendo discimus).
|  | Recede in te ipse quantum potes; cum his versare qui te meliorem facturi sunt, illos admitte quos tu potes facere meliores. Mutuo ista fiunt, et homines dum docent discunt. Заглиблюйся, наскільки можливо, в себе самого. Приятелюй лише з тими, які можуть зробити тебе кращим. Вигода тут обопільна: люди, навчаючи, вчаться. |

Сьогодні сентенція часто використовується навчальними та освітніми закладами світу як девіз.

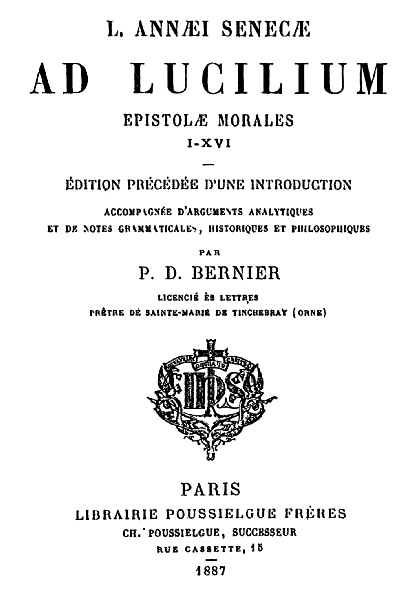
Epistulae morales ad Lucilium Seneca (Paris, 1887)

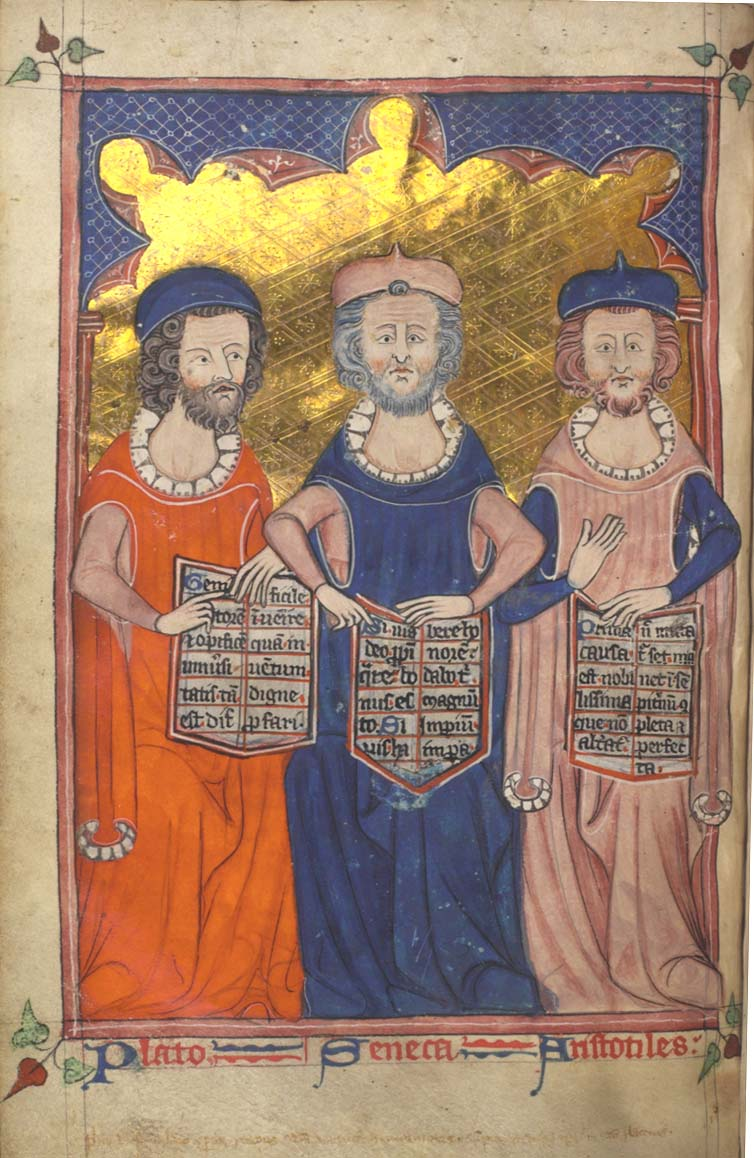
Платон, Сенека і Аристотель (ілюстрація середньовічнього рукопису)

## Docendo discimusяк девіз навчальних закладів
- Університетський Коледж Стренмілліс (англ. - Stranmillis University College) — Белфаст (Північна Ірландія)[4]
- Університет Чічестера (англ. - University of Chichester) — Західний Суссекс (Англія) [5]
- Центральний Вашингтонський Університет (англ. - Central Washington University) — Вашингтон (США)[6]
- Джонсонський Державний Коледж (англ. - Johnson State College) — Джонсон,Вермонт (США)[7]
- Школа Ґіллінгема (англ. - Gillingham School) — Дорсет (Англія)[8]
- Новосибірський Державний Технічний Університет (рос. - Новосибирский Государственный Технический Университет) — Новосибірськ, Росія [9]
- Полоцький Державний Університет (рос. - Полоцкий государственный университет) — Полоцьк (Білорусь) [10]
- Дніпропетровський національний університет імені Олеся Гончара — Дніпропетровськ (Україна) [11]
- Луцький національний технічний університет;- Луцьк (Україна) [12]
- Хмельницька гуманітарно-педагогічна академія — Хмельницький, Україна.